# Gran Premio de Alemania del Este de Motociclismo de 1971
El Gran Premio de Alemania del Este de Motociclismo de 1971 fue la séptima prueba de la temporada 1971 del Campeonato Mundial de Motociclismo. El Gran Premio se disputó el 11 de julio de 1971 en el Circuito de Sachsenring.
Durante la carrera de 250cc, un funcionario del Allgemeiner Deutscher Motorsport Verband intentó eliminar al líder de la carrera, el piloto de la República Federal Alemana Dieter Braun, con la bandera negra de la carrera prematuramente para evitar que se reprodujera el himno nacional de Alemania Occidental. Pero el jefe de carreras Hans Zacharias se negó a hacer eso y perdió su trabajo. Al subir Braun al podio, el público cantó el tercer verso del "Lied der Deutschen" (el himno nacional de Alemania Occidental) en la ceremonia. En respuesta, el Gran Premio de la RDA se convirtió en un certamen de invitación a partir de 1973, solo para conductores de los países socialistas y perdió su estatus de Copa del Mundo.

## Resultados 500cc
En la categoría reina, Giacomo Agostini (MV Agusta) ganó su 80.º Gran Premio, lo que le valió un nuevo récord mundial. Además, con esta victoria se aseguró su noveno título mundial, igualando a Mike Hailwood y Carlo Ubbiali. Keith Turner (Suzuki) quedó en segundo lugar y Ernst Hiller (Kawasaki) quedó tercero. Rob Bron (Suzuki) tuvo mala suerte. Después de un mal comienzo se peleó hasta el quinto lugar, pero luego se le rompió el pedal de cambio.
| Pos.    | Piloto               | Equipo    | Tiempo      | Pts. |
| ------- | -------------------- | --------- | ----------- | ---- |
| 1       | Giacomo Agostini     | MV Agusta | 1:04:47.800 | 15   |
| 2       | Keith Turner         | Suzuki    | +2:48.900   | 12   |
| 3       | Ernst Hiller         | Kawasaki  | +1 Vuelta   | 10   |
| 4       | Hansruedi Brüngger   | Bultaco   | +1 Vuelta   | 8    |
| 5       | Kaarlo Koivuniemi    | Seeley    | +1 Vuelta   | 6    |
| 6       | Karl Auer            | Matchless | +2 Vueltas  | 5    |
| 7       | Jean Campiche        | Honda     | +2 Vueltas  | 4    |
| 8       | Rob Bron             | Suzuki    | +2 Vueltas  | 3    |
| 9       | Pentti Lehtelä       | Yamaha    | +8 Vueltas  | 2    |
| Ret     | Eric Offenstadt      | Kawasaki  | Ret         |      |
| Ret     | Tommy Robb           | Seeley    | Ret         |      |
| Ret     | Bo Granath           | Husqvarna | Ret         |      |
| Ret     | Lothar John          | Yamaha    | Ret         |      |
| Ret     | Maurice Hawthorne    | Kawasaki  | Ret         |      |
| Ret     | Kurt-Ivan Carlsson   | Yamaha    | Ret         |      |
| Ret     | Matti Salonen        | Yamaha    | Ret         |      |
| Ret     | Piet van der Wal     | Kawasaki  | Ret         |      |
| Ret     | John Dodds           | König     | Ret         |      |
| Ret     | Werner Bergold       | Kawasaki  | Ret         |      |
| Ret     | Gyula Marsovszky     | LinTo     | Ret         |      |
| Ret     | Theo Louwes          | Kawasaki  | Ret         |      |
| Ret     | Hannu Kuparinen      | Suzuki    | Ret         |      |
| Ret     | Karl Hoppe           | König     | Ret         |      |
| Ret     | Martin Carney        | Kawasaki  | Ret         |      |
| Ret     | Sven-Olof Gunnarsson | Kawasaki  | Ret         |      |
| Ret     | Kai Kuparinen        | Suzuki    | Ret         |      |
| Ret     | Árpád Juhos          | Aermacchi | Ret         |      |
| Fuente: |                      |           |             |      |

## Resultados 350cc
En 350cc, Theo Bult parecía tener toda la mala suerte del mundo. Su Yamsel corrió con un cilindro en mal estado y el problema económico no se resolvió. Pero aun así, a media carrera, sus cilindros comenzaron a funcionar y pudo entrar en la meta en cuarto lugar. Por delante, Giacomo Agostini (MV Agusta) ganó con gran facilidad y tampoco hubo lucha en los tres primeros puestos. Paul Smart (Yamaha) quedó segundo a una gran distancia de László Szabó, que fue tercero. En los entrenamientos, el alemán Günter Bartusch perdió la vida.
| Pos. | Piloto               | Moto           | Tiempo    | Pts. |
| ---- | -------------------- | -------------- | --------- | ---- |
| 1    | Giacomo Agostini     | MV Agusta      | 55:29.900 | 15   |
| 2    | Paul Smart           | Yamaha         | +1:20.400 | 12   |
| 3    | László Szabó         | Yamaha         | +1:40.100 | 10   |
| 4    | Theo Bult            | Yamsel         | +2:14.800 | 8    |
| 5    | Werner Pfirter       | Yamaha         | +2:37.900 | 6    |
| 6    | Kurt-Ivan Carlsson   | Yamaha         | +1 Vuelta | 5    |
| 7    | Maurice Hawthorne    | Yamaha         |           | 4    |
| 8    | Franz Kroon          | Yamaha         |           | 3    |
| 9    | Bo Granath           | Yamaha         |           | 2    |
| 10   | Piet van der Wal     | Yamaha         |           | 1    |
| 11   | Hannu Kuparinen      | Yamaha         |           |      |
| 12   | Theo Louwes          | Yamaha         |           |      |
| 13   | Hans Rudolf Brüngger | Yamaha         |           |      |
| 14   | Hannu Kuparinen      | Kawasaki       |           |      |
| 15   | Bernd Tüngethal      | MZ             |           |      |
| 16   | Stanislav Klatyl     | Jawa           |           |      |
| Ret  | Jarno Saarinen       | Yamaha         | Ret       |      |
| DNS  | Günter Bartusch      | MZ             | DNS       | (†)  |
| DNS  | Jack Findlay         | Dugdale Yamaha | DNS       |      |
| DNS  | Billie Nelson        | Yamaha         | DNS       |      |

## Resultados 250cc
En el cuarto de litro, el público alemán aplaudió la victoria de Dieter Braun de Alemania Occidental. Tuvo una gran batalla por el triunfo con  Rodney Gould (segundo), Phil Read (tercero) y Gyula Marsovszky (cuarto), que acabaron en menos de dos segundos.
| Pos. | Piloto           | Moto           | Tiempo     | Pts. |
| ---- | ---------------- | -------------- | ---------- | ---- |
| 1    | Dieter Braun     | Yamaha         | 47:09.500  | 15   |
| 2    | Rodney Gould     | Yamaha         | +0.500     | 12   |
| 3    | Phil Read        | Yamaha         | +1.600     | 10   |
| 4    | Gyula Marsovszky | Yamaha         | +50.000    | 8    |
| 5    | Jarno Saarinen   | Yamaha         | +50.400    | 6    |
| 6    | Barry Sheene     | Yamaha         | +1:09.100  | 5    |
| 7    | Chas Mortimer    | Yamaha         | +1:26.300  | 4    |
| 8    | Silvio Grassetti | MZ             | +1:29.100  | 3    |
| 9    | Leo Commu        | Yamaha         | +2:23.200  | 2    |
| 10   | Werner Pfirter   | Yamaha         | +2:40.200  | 1    |
| 11   | José Peón        | MZ-RE          |            |      |
| 12   | Bernd Tüngethal  | MZ             |            |      |
| 13   | Eberhard Hellwig | MZ             | +1 Vuelta  |      |
| 14   | Klaus Langfritz  | MZ             | +1 Vuelta  |      |
| 15   | Árpád Juhos      | MZ-Metisse     | +1 Vuelta  |      |
| 16   | Hartmut Bischoff | MZ             | +1 Vuelta  |      |
| 17   | Klaus Klötzer    | MZ             | +1 Vuelta  |      |
| 18   | Eckhard Finke    | Eigenbau       | +1 Vuelta  |      |
| 19   | Eberhard Mahler  | MZ             | +1 Vuelta  |      |
| 20   | Rainer Richter   | MZ             | +1 Vuelta  |      |
| 21   | Milan Tynsky     | Jawa           | +2 Vueltas |      |
| 22   | Herbert Ahlert   | MZ             | +2 Vueltas |      |
| 23   | Gerhard Nischke  | Eigenbau       | +2 Vueltas |      |
| 24   | Reinhard Pauli   | Eigenbau       | +2 Vueltas |      |
| 25   | Jürgen Rauch     | MZ-RE          | +3 Vueltas |      |
| 26   | Sieghard Sonntag | MZ             | +3 Vueltas |      |
| 27   | Jörg Höpfner     | MZ             | +3 Vueltas |      |
| DNS  | Jack Findlay     | Dugdale Yamaha | DNS        |      |
| DNS  | Frank Perris     | Yamaha         | DNS        |      |
| DNS  | Billie Nelson    | Yamaha         | DNS        |      |
| DNS  | Alberto Pagani   | Suzuki         | DNS        |      |
| DNS  | Dave Simmonds    | Kawasaki       | DNS        |      |

## Resultados 125cc
En el octavo de litro, tercera victoria del español Ángel Nieto por delante del británico Barry Sheene. En la clasificación general, Sheene sigue por delante del zamorano aunque Nieto tiene más victorias.
| Pos. | Piloto             | Moto      | Tiempo    | Pts. |
| ---- | ------------------ | --------- | --------- | ---- |
| 1    | Ángel Nieto        | Derbi     | 40:07.900 | 15   |
| 2    | Barry Sheene       | Suzuki    | +0.400    | 12   |
| 3    | Börje Jansson      | Maico     | +8.900    | 10   |
| 4    | Dieter Braun       | Maico     | +42.400   | 8    |
| 5    | Cees van Dongen    | Yamaha    | +1:08.900 | 6    |
| 6    | Jürgen Lenk        | MZ        | +1:41.400 | 5    |
| 7    | János Drapál       | MZ        | +2:13.600 | 4    |
| 8    | Thomas Heuschkel   | MZ        | +2:22.100 | 3    |
| 9    | Bernd Köhler       | MZ        | +2:41.900 | 2    |
| 10   | Friedhelm Kohlar   | MZ        | +2:45.700 | 1    |
| 11   | Bernd Döhnert      | MZ RE     |           |      |
| 12   | Ryszard Mankiewicz | MZ        |           |      |
| 13   | Chas Mortimer      | Maico     |           |      |
| 14   | Gert Bender        | Maico     |           |      |
| 15   | Luigi Rinaudo      | Aermacchi |           |      |
| 16   | Aramir Brito       | MZ        |           |      |
| 17   | Siegfried Schröter | MZ-RE     |           |      |
| 18   | Roland Rentzsch    | MZ-RE     |           |      |
| 19   | Jan Huberts        | MZ-RE     |           |      |
| 20   | Antonio Garofalo   | MZ-RE     |           |      |
| 21   | Klaus Pellert      | MZ-RE     |           |      |
| 22   | Paul Gordillo      | MZ-RE     |           |      |
| 23   | Werner Dick        | MZ-RE     |           |      |
| 24   | Alfons Hoffmann    | MZ-RE     |           |      |
| 25   | Siegfried Merkel   | MZ-RE     |           |      |
| 26   | Bernd Walter       | MZ-RE     |           |      |
| 27   | Hartmut Wrentzsch  | MZ-RE     |           |      |
| 28   | Wolfgang Rösch     | MZ-RE     |           |      |
| Ret  | Aalt Toersen       | Suzuki    | Ret       |      |
| DNS  | Alberto Pagani     | Suzuki    | DNS       |      |
| DNS  | Dave Simmonds      | Kawasaki  | DNS       |      |

## Resultados 50cc
En este Gran Premio, debutaron las Jamathi con poca fortuna. El primer piloto Aalt Toersen se cayó durante los entrenamientos de 125cc y se rompió un metatarsiano. En la carrera, Jan de Vries tuvo que competir con Ángel Nieto sin freno trasero pero logró terminar tan solo seis décimas detrás del español. Mientras que Jos Schurgers terminó tercero. Herman Meijer podría haber seguido al trío líder durante mucho tiempo durante su debut en Jamathi, pero tuvo que ceder al final.
| Pos. | Piloto             | Moto        | Tiempo     | Pts. |
| ---- | ------------------ | ----------- | ---------- | ---- |
| 1    | Ángel Nieto        | Derbi       | 26:18.500  | 15   |
| 2    | Jan de Vries       | Kreidler    | +0.600     | 12   |
| 3    | Jos Schurgers      | Kreidler    | +6.500     | 10   |
| 4    | Herman Meijer      | Jamathi     | +41.800    | 8    |
| 5    | Cees van Dongen    | Jamathi     | +1:23.800  | 6    |
| 6    | Hans-Jürgen Hummel | Kreidler    | +3:49.700  | 5    |
| 7    | Günter Hilbig      | MZ          |            | 4    |
| 8    | Lasse Johansson    | Maico       |            | 3    |
| 9    | Zbyněk Havrda      | AHRA        |            | 2    |
| 10   | Peter Müller       | Zündapp     | +1 Vuelta  | 1    |
| 11   | Bedrich Fendrich   | Tatran      | +1 Vuelta  |      |
| 12   | Willi Wunderlich   | MZ-RE       | +1 Vuelta  |      |
| 13   | Horst Beelitz      | Kreidler    | +1 Vuelta  |      |
| 14   | Ludwig Uhlig       | Kreidler    | +1 Vuelta  |      |
| 15   | Volker Schönfuss   | Kreidler    | +1 Vuelta  |      |
| 16   | Joachim Landwehr   | Kreidler    | +1 Vuelta  |      |
| 17   | Albert Bertholet   | Kreidler    | +1 Vuelta  |      |
| 18   | Horst Scheweleit   | Eigenbau    | +2 Vueltas |      |
| 19   | Kurt Franke        | Simson-Egb. | +2 Vueltas |      |
| 20   | Leif Rosell        | Kreidler    | +2 Vueltas |      |
| Ret  | Aalt Toersen       | Jamathi     | Ret        |      |